# Katharina Zweig

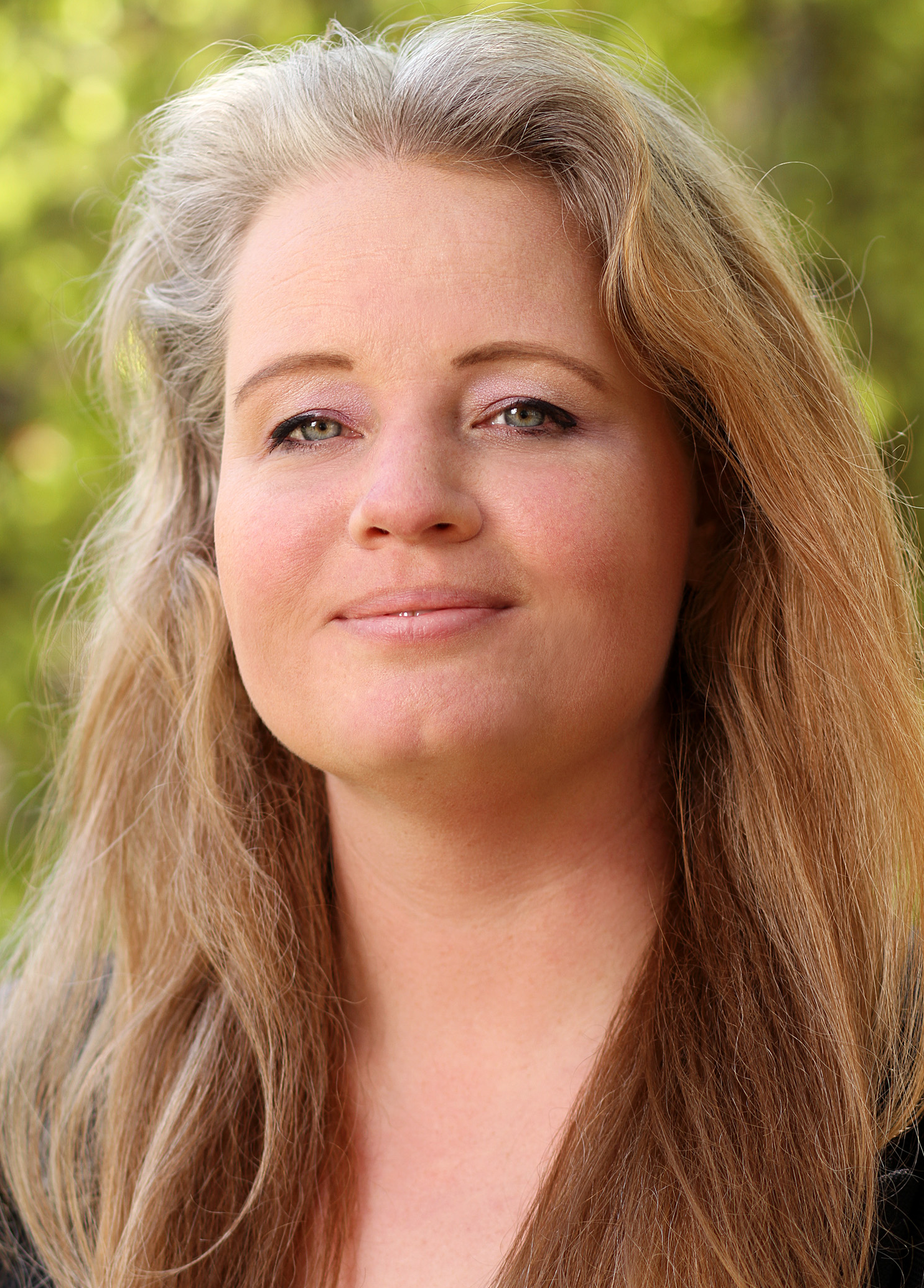
Katharina Anna Zweig (2016)

Katharina Anna Zweig, geborene Lehmann (* 22. Mai 1976 in Hamburg) ist eine deutsche Informatikerin. Sie leitet als Universitätsprofessorin am Fachbereich Informatik der  RPTU in Kaiserslautern das Algorithm Accountability Lab.

## Werdegang
An der Universität Tübingen studierte Katharina Lehmann zunächst Biochemie mit den Nebenfächern Physikalische Chemie und Physiologie und schloss 2001 mit einem Diplom ab. Fünf Jahre später beendete sie das Bioinformatikstudium ebenfalls an der Universität in Tübingen. Im Jahr 2007 wurde Katharina Zweig in der theoretischen Informatik (Doktorvater: Michael Kaufmann) mit dem Thema Local Behavior and Global Structures in the Evolution of Complex Networks promoviert.
Unterstützt durch ein Stipendium der Leopoldina verbrachte sie als Postdoc eineinhalb Jahre in der Gruppe von Tamás Vicsek (Statistische Biophysik, Eötvös-Loránd-Universität in Budapest). Danach leitete sie eine Nachwuchsgruppe zum Thema „Graphentheorie und Analyse komplexer Netzwerke“ an der Universität Heidelberg am Interdisziplinären Zentrum für wissenschaftliches Rechnen (IWR).
Seit 2012 leitet sie als Professorin eine Arbeitsgruppe mit demselben Titel an der damaligen TU Kaiserslautern; jene Arbeitsgruppe wurde später umbenannt in das Algorithm Accountability Lab. An der TU Kaiserslautern gestaltete sie federführend den damals deutschlandweit einmaligen Studiengang Sozioinformatik, der die Auswirkung der Digitalisierung auf Individuum, Organisation und Gesellschaft untersucht. Sie war von 2013 bis 2018 Junior-Fellow der Gesellschaft für Informatik und wurde 2014 als eine von 39 Digitalen Köpfen von Bundesministerin Johanna Wanka ausgezeichnet. Ihr Hauptforschungsgebiet ist „Network Analysis Literacy“, gesellschaftlich setzt sie sich für eine breite Diskussion über die Macht und möglichen Auswirkungen von Algorithmen ein.
2016 gründete sie zusammen mit Lorena Jaume-Palasí, Lorenz Matzat und Matthias Spielkamp (Projektleiter von iRights.info und Vorstandsmitglied bei Reporter ohne Grenzen) die Plattform AlgorithmWatch. Hierfür wurde sie 2018 mit den anderen Gründern mit der Theodor-Heuss-Medaille ausgezeichnet. Sie ist dort nicht mehr aktiv.
2018 wurde sie als Sachverständige in die neu konstituierte Enquete-Kommission Künstliche Intelligenz – Gesellschaftliche Verantwortung und wirtschaftliche, soziale und ökologische Potenziale des Deutschen Bundestags berufen.
2020 gründete sie gemeinsam mit  Karen Joisten und anderen an der TU Kaiserslautern das CEDIS-Zentrum (Center for Ethics and the Digital Society), das einen Kristallisationspunkt für die Grundlagenforschung im Bereich Ethik und Digitalisierung darstellt. Das Zentrum soll auch für den Transfer von Erkenntnissen über die vertrauenswürdige Gestaltung und Nutzung von KI-Systemen sorgen und Regierungen und Verwaltungen in diesem Bereich beraten.
Katharina Zweig bezeichnet die Resultate von Algorithmen, die Menschen klassifizieren, als „entseelte Entscheidungen“, wenn die Algorithmen nicht von Anfang an einer rigorosen Qualitätskontrolle unterworfen werden. Sie fordert eine Ethik für Algorithmen und einen erweiterten Datenschutz für relationale Informationen und äußert sich gleichzeitig kritisch zur Umsetzung des Rechts auf Vergessen.
Als Wissenschaftskommunikatorin beschäftigt sie sich mit der Beschreibung und Erklärung komplexer Zusammenhänge und Auswirkungen der KI auf die Gesellschaft für eine interessierte, aber fachfremde Allgemeinheit.

## Forschungsschwerpunkte
Zweig beschäftigt sich in ihrer Forschung hauptsächlich mit der Methodenentwicklung und Methodenanalyse im Bereich der komplexen Netzwerkanalyse. Seit 2016 hat sie diese Forschung auf den allgemeineren Bereich der „Algorithm Accountability“ ausgeweitet und ihre Forschungsgruppe zum „Algorithm Accountability Lab“ umbenannt.

## Auszeichnungen
- 2013: Ernennung zum Junior-Fellow der Gesellschaft für Informatik[3]
- 2014: Ernennung zum Digitalen Kopf[10] im Rahmen des Wissenschaftsjahres Die digitale Gesellschaft
- 2017: Ars legendi-Fakultätenpreis (Ingenieurwissenschaften und Informatik)
- 2018: Theodor-Heuss-Medaille zusammen mit den anderen Mitgründern von AlgorithmWatch[6]
- 2019: Communicator-Preis
- 2020: Ernennung zum KI-Botschafter des Landes Rheinland-Pfalz[12]
- 2022: Verleihung des Abt Jerusalem-Preises „für herausragende wissenschaftliche Beiträge zum Dialog der Geistes-, Natur- und Technikwissenschaften“[13]
- 2024: GDD-Datenschutzpreis
- 2025: Zweigs Buch Weiß die KI, dass sie nichts weiß? wird vom Handelsblatt unter die 10 wichtigsten Wirtschaftsbücher 2025 gewählt.[14]

## Schriften
- Jürgen Lerner, Dorothea Wagner, Katharina Zweig (Hrsg.): Algorithmics of Large and Complex Networks. Springer Verlag, Heidelberg 2009, ISBN 978-3-642-02093-3.
- Katharina A. Zweig, Wolfgang Neuser, Volkmar Pipek, Markus Rohde, Ingo Scholtes (Hrsg.): Proceedings of the first workshop on Socioinformatics. Springer Verlag, Heidelberg 2014, ISBN 978-3-319-09377-2.
- Katharina Anna Zweig: Network Analysis Literacy. Springer Verlag, Heidelberg 2016, ISBN 978-3-7091-0740-9.
- Katharina Zweig: Ein Algorithmus hat kein Taktgefühl. Wo künstliche Intelligenz sich irrt, warum uns das betrifft und was wir dagegen tun können. Heyne Verlag, München 2019. ISBN 978-3-453-20730-1.
- Katharina Anna Zweig, Tobias D. Krafft, Anita Klingel, Enno Park: Sozioinformatik: Ein neuer Blick auf Informatik und Gesellschaft. Carl Hanser Verlag GmbH & Co. KG, München 2021. ISBN 978-3-446-45213-8.
- Katharina Zweig: Die KI war’s! Von absurd bis tödlich: Die Tücken der künstlichen Intelligenz. Heyne Verlag, München 2023. ISBN 978-3-453-21856-7.

Einzelbeiträge
- Jochen Mayerl, Katharina A. Zweig: Digitale Gesellschaft und Big Data. Thesen zur Zukunft der Soziologie. In: Berliner Debatte Initial. Big Data als Theorieersatz, Nr. 4, 2016, S. 77–83, ISBN 978-3-945878-11-8.